# Любопільська сільська рада
Любопільська сільська́ ра́да — колишня адміністративно-територіальна одиниця та орган місцевого самоврядування в Лиманському районі Одеської області. Адміністративний центр — село Любопіль.

## Загальні відомості
Любопільська сільська рада утворена в 1950 році.
- Територія ради: 72,675 км²
- Населення ради: 905 осіб (станом на 2001 рік)

## Населені пункти
Сільській раді підпорядковані населені пункти:
- с. Любопіль
- с. Ранжеве

## Населення
Згідно з переписом УРСР 1989 року чисельність наявного населення сільської ради становила 1015 осіб, з яких 455 чоловіків та 560 жінок.
За переписом населення України 2001 року в сільській раді мешкало 905 осіб.

### Мова
Розподіл населення за рідною мовою за даними перепису 2001 року:
| Мова       | Відсоток |
| ---------- | -------- |
| українська | 91,38 %  |
| російська  | 4,97 %   |
| молдовська | 1,55 %   |
| болгарська | 1,33 %   |
| румунська  | 0,33 %   |
| білоруська | 0,22 %   |
| гагаузька  | 0,22 %   |

## Склад ради
Рада складалася з 14 депутатів та голови.
- Голова ради: Рембач Олександр Володимирович
- Секретар ради: Ковтун Тамара Іванівна

### Керівний склад попередніх скликань
| Прізвище, ім'я, по батькові    | Основні відомості                                                                     | Дата обрання          | Дата звільнення       |
| ------------------------------ | ------------------------------------------------------------------------------------- | --------------------- | --------------------- |
| Бичков Леонід Борисович        | Сільський голова, 1953 року народження, член Всеукраїнського об'єднання «Батьківщина» | 26.03.2006            | 31.10.2010            |
| Рембач Олександр Володимирович | Сільський голова, 1965 року народження, освіта вища, безпартійний                     | 31.10.2010 25.10.2015 | 25.10.2015 30.06.2019 |

Примітка: таблиця складена за даними сайту Верховної Ради України

### Депутати
За результатами місцевих виборів 2010 року депутатами ради стали:

#### За суб'єктами висування
| Суб'єкт висування                                      | Кількість обраних депутатів | %    |
| ------------------------------------------------------ | --------------------------- | ---- |
| Партія регіонів                                        | 6                           | 42,9 |
| Самовисування                                          | 5                           | 35,7 |
| Народна партія                                         | 2                           | 14,3 |
| Всеукраїнське політичне об'єднання «Жінки за майбутнє» | 1                           | 7,1  |

#### За округами
| № округу                                                      | Прізвище, ім'я, по батькові      | Дата визнання обраним | Освіта  | Партійна приналежність | Відомості про обраного депутата                                           |
| ------------------------------------------------------------- | -------------------------------- | --------------------- | ------- | ---------------------- | ------------------------------------------------------------------------- |
| Народна Партія                                                |                                  |                       |         |                        |                                                                           |
| 4                                                             | Шульга Світлана Миколаївна       | 02.11.2010            | середня | член Народної партії   | Любопільська філія соціальних служб для сім'ї, дітей та молоді, бухгалтер |
| 12                                                            | Фартачук Наталія Миколаївна      | 02.11.2010            | середня | член Народної партії   | тимчасово не працює                                                       |
| Партія «Жінки за майбутнє» Всеукраїнське політичне об'єднання |                                  |                       |         |                        |                                                                           |
| 1                                                             | Кочуг Сергій Андрійович          | 02.11.2010            | середня | позапартійний          | тимчасово не працює                                                       |
| Партія регіонів                                               |                                  |                       |         |                        |                                                                           |
| 3                                                             | Похилов Олександр Вікторович     | 02.11.2010            | середня | член Партії регіонів   | ПП «Марчук», водій                                                        |
| 5                                                             | Марчук Ігор Ярославович          | 02.11.2010            | середня | член Партії регіонів   | ПП «Марчук», директор                                                     |
| 6                                                             | Никифоров Юрій Васильович        | 02.11.2010            | середня | член Партії регіонів   | приватний підприємець                                                     |
| 7                                                             | Конфетюк Володимир Павлович      | 02.11.2010            | середня | член Партії регіонів   | порт Южний, водій                                                         |
| 8                                                             | Попов Афанасій Васильович        | 02.11.2010            | середня | член Партії регіонів   | тимчасово не працює                                                       |
| 13                                                            | Каланжов Афанасій Зіновійович    | 02.11.2010            | вища    | член Партії регіонів   | тимчасово не працює                                                       |
| Самовисування                                                 |                                  |                       |         |                        |                                                                           |
| 2                                                             | Римар Людмила Петрівна           | 02.11.2010            | вища    | позапартійна           | тимчасово не працює                                                       |
| 9                                                             | Ковтун Тамара Іванівна           | 02.11.2010            | вища    | позапартійна           | Любопільська загальноосвітня школа, вчитель                               |
| 10                                                            | Голеван Федір Миколайович        | 14.11.2010            | середня | позапартійний          | тимчасово не працює                                                       |
| 11                                                            | Фартачук В'ячеслав Васильович    | 02.11.2010            | середня | позапартійний          | ТОВ «ОНІСС», різноробочий                                                 |
| 14                                                            | Іващишин Володимир В'ячеславович | 02.11.2010            | середня | член Партії регіонів   | ПП «Рембач», механізатор                                                  |